# 雅典機場站
雅典機場站（羅馬化：Sidirodromiki grammi Aerodromiou Athinon - Patras）是雅典的鐵路車站，服務雅典國際機場。此站有雅典市郊鐵路和雅典地鐵3號線停靠，是首個也是唯一不是由希臘鐵路組織子公司GaiOSE管理的國鐵車站。此站由機場管理，收取鐵路營運公司（OSE列車和雅典地鐵）費用以營運。

## 歷史
車站在2004年啟用。起初預計只有通勤鐵路會使用此站，但後來雅典地鐵決定延長3號線到機場。然而興建新軌道不符合經濟效益，因此路線將由雙電壓的第二代列車運行，並與雅典市郊鐵路列車由愉悅公爵夫人站之後的隧道共用軌道直至機場。由於列車數量限制（只有7列），每小時只有2列可到達此站，由早上6時半至晚上10時半每00分和30分離開機場。
將地鐵3號線延長至機場導致車站設計需要改變，地鐵列車的地台比市郊列車高，因此中央軌道需要壓低。因此起初往機場的列車不使用愉悅公爵夫人至機場之間任何車站。中途站沒有壓低軌道，2006年抬高了部分月台。自此，市郊列車和雅典地鐵開始共用所有中途站。

## 月台
雅典機場站設有兩個島式月台和三條軌道。1號軌道由於交通流量低不使用，2號軌道由雅典地鐵使用，3號軌道由雅典市郊鐵路使用。所有列車都以此站為總站。

## 可達度
此站與機場客運大樓相鄰，透過一條高架行人道連接。由於使用車站需要支付額外車費，所有進出機場的乘客都需要繳交附加費。截至2018年，往機場的基本費用為10歐元，來回票和團體票則有其他票價。

## 未來發展
機場旅客數量正在上升，列車將逐步增加，1號軌道有望重新使用。另外，多年來一直有計劃將市蠃鐵路延長至雅典市郊兼市內第三大海港拉菲納。雖然起初有計劃在帕利尼站或愉悅公爵夫人站分支，通過A64環路的預留路廊延長至拉菲納，最後的計劃則是直接由機場延伸。雖然機場延伸更短和更便宜，但來往拉菲納的時間會變長，也有部分地區無法覆蓋。